# Шиновка (село)
Шиновка — село в Кирсановском районе Тамбовской области, село в составе Калаисского сельсовета.
Расположено в 1 км к западу от районного центра Кирсанов вдоль автодороги на Тамбов, в 567 км от Москвы. Изначально называлось как «слобода Шинина», скорее всего по ближайшему озеру Шинино.

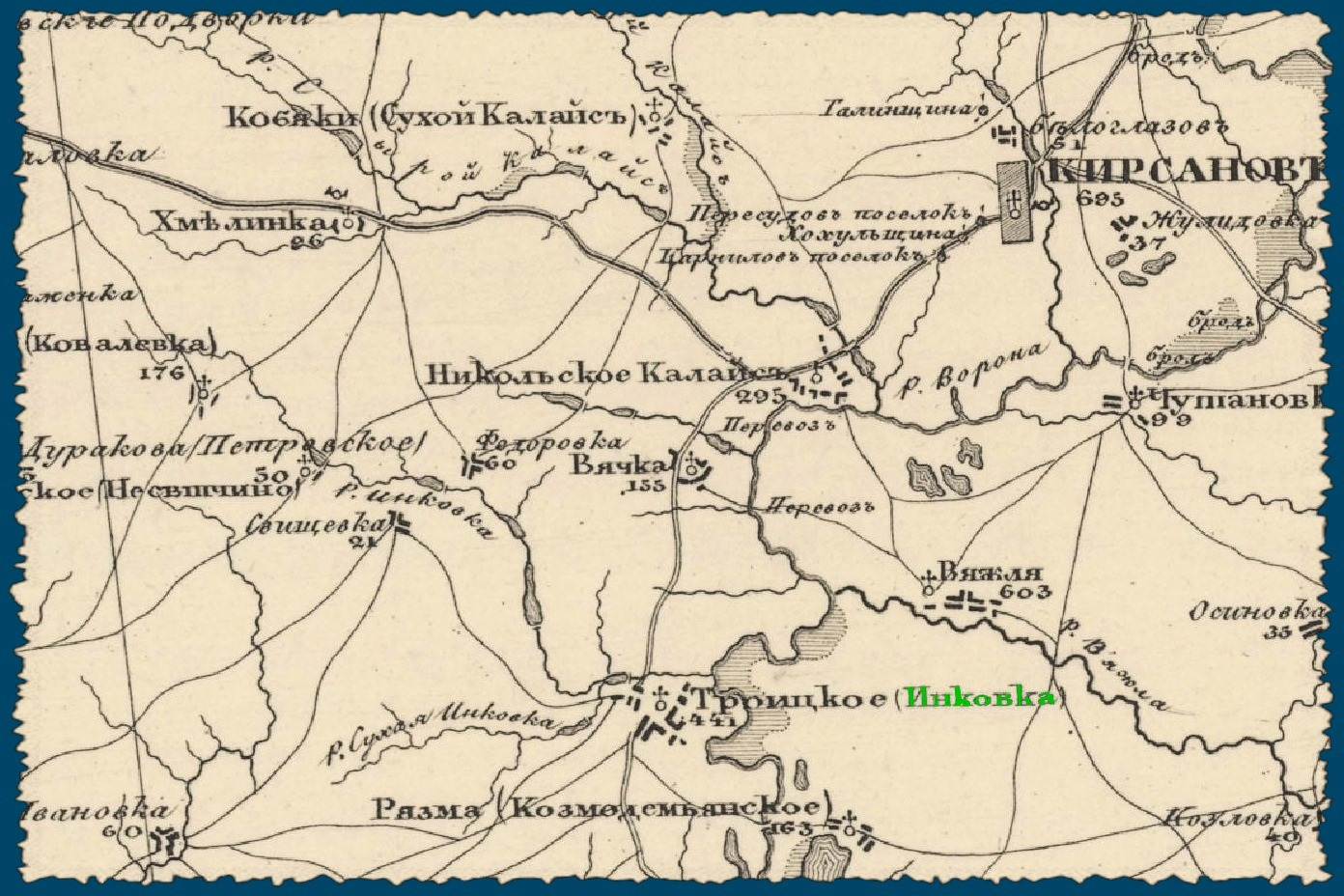
Специальная карта Зап.части России 1826-1840. Фрагмент Тамбовской губ., Кирсанов, Карнилов поселок (1832).

Население — 1586 человек.

## История
Село начало своё существование примерно со второй четверти XIX века.
Образовалось как поселение с западной стороны города Кирсанов вдоль Тамбово-Кирсановского тракта на пересечении с  ложбиной, спускающейся с холма.
Изначально на российской карте Шуберта на начало 1830-х годов в этой местности указан некий Карнилов поселок.
Первые упоминания Шиновки (как слободы) можно найти на картах России 1860-х годов, например в составленном в 1860 году под наблюдением Менде топографическом межевом атласе Тамбовской губернии. Также появляется слобода на других картах 1860-х годов (в т.ч. Стрельбицкого). Называлось поселение - "слобода Шинина" (на карте выпуска 1862г.) или просто «Шинина». Затем - "Шиновка" (обозначение на карте 1886г. Кирсановского уезда) или "слобода Шиновская" (в списках 1-й Всероссийской переписи 1897г с населением 1413 человек).  В слободе жителей освобождали от платежа повинностей, но они были обязаны нести какую-либо службу в ближайшем городе(крепости).
В документе Российской Империи «Список населённых мест Тамбовской губернии, 1911г» село значилось как "слобода Шиновка".
Население составляли почти только русские, занимавшиеся в основном сельским хозяйством и подрабатывая в Кирсанове.

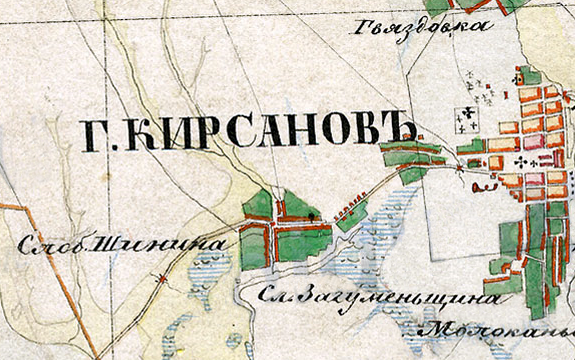
Тамбовская губ. Фрагмент карты 1862г Менде - г.Кирсанов, слобода Шинина.

К 1870 году недалеко от слободы была проложена железная дорога — из Тамбова через Кирсанов. Сейчас ближайший ж.-д. переезд (в 200м от села) обозначается как «566 км» от Москвы.
В конце 1880-х была в селе открыта первая в селе 2-х классная школа для крестьян (в районе нынешней улицы 4-й Район); после 1918 года школа стала 4-х классной; к 1931 году построили здание 7-летней школы — директором школы был Углянский Александр Леонидович, во время войны директором была его жена — Кудрявцева Валентина Николаевна.

В годы смуты 1917-1921 годов село, примыкая почти к городу, было под контролем текущих властей Кирсанова. 
В апреле 1921 года при штурме Кирсанова восставшими против большевиков  крестьянами во главе с А. С. Антоновым  их конница (под руководством Васьки Карася) прошла через село в город - но была остановлена огнём с окраины и из засады в центре Кирсанова. Штурм города восставшими провалился..
В конце 1920-х в селе был основан колхоз «Новая жизнь».  
Шиновка входила до 1928 года в Пригородно-Слободскую волость Кирсановского уезда, а затем, после ряда реорганизаций, с 1937 года стала входить в Кирсановский район Тамбовской области. К 1929 году образован Шиновский сельский Совет народных депутатов.
Сейчас село относится к муниципальному образованию - Калаисский сельсовет.
В годы Великой Отечественной войны Шиновка вместе с Кирсановым служила перевалочным пунктом для военного пополнения и раненых с фронта. В селе ночевали временно расквартированные военные части по пути на фронт. 
В 1941—1942 годах севернее Шиновки на холме был сооружен военный аэродром. Часть щебня на строительство аэродрома была взята из разрушенной пригородной Голынской церкви. На аэродроме расположилась школа ночных летчиков авиации дальнего действия. С аэродрома взлетали дальние бомбардировщики и, пролетая прямо над селом, улетали к реке Волге бомбить немецкие войска. Жители села помогали подвозить с железнодорожной станции боеприпасы для самолётов. После войны с аэродрома выполнялись тренировочные полёты. Аэродром до сих пор сохранился в виде взлётной полосы для использования Кирсановским авиационным техническим колледжем (КАТК).
В послевоенные годы сельчане состояли в колхозе им. Дзержинского вплоть до начала 1990-х годов.
В начале 1960-х годов было проведено электричество в частные дома. В конце 1980-х годов проведена в село газовая труба с возможным индивидуальным подключением домов. С начала 2010-х годов после реконструкции водонапорной башни появилась возможность подключить дома к холодному водопроводу, но в селе сохранилось несколько колодцев и водокачек. Архивная копия от 3 апреля 2018 на Wayback Machine
Через село по асфальтированной дороге регулярно ходит кирсановский автобус в сторону села Калаис, частично дорога в селе освещена.
В селе 7 улиц — ул.1-й Район, ул.2-й Район, ул.3-й Район, ул.4-й Район, ул.5-й Район, ул.6-й Район, Садовая ул.
На 2017 год есть своя средняя школа — Филиал МБОУ "Уваровщинская СОШ" в селе Шиновка (ул. 1-й Район, д.22а).

## Природа
Село находится в чёрноземной зоне Тамбовской области. Климат умеренно континентальный.
Из садовой флоры разводят яблоки, сливы, черешню, вишню, смородину, крыжовник. Виноград и арбузы растут, но не вызревают полноценно; дыни сорта Колхозница в жаркое лето вызревают, но обычно небольшие. 

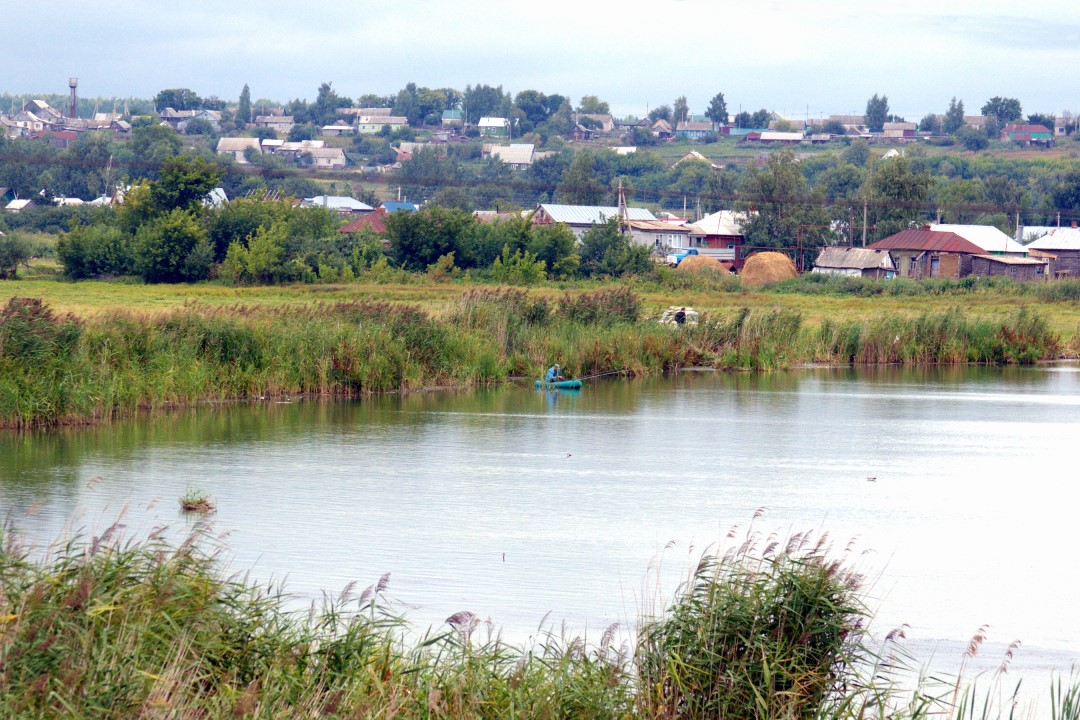
Кирсановский район. Село Шиновка и озеро - вид с юга. 2009г.

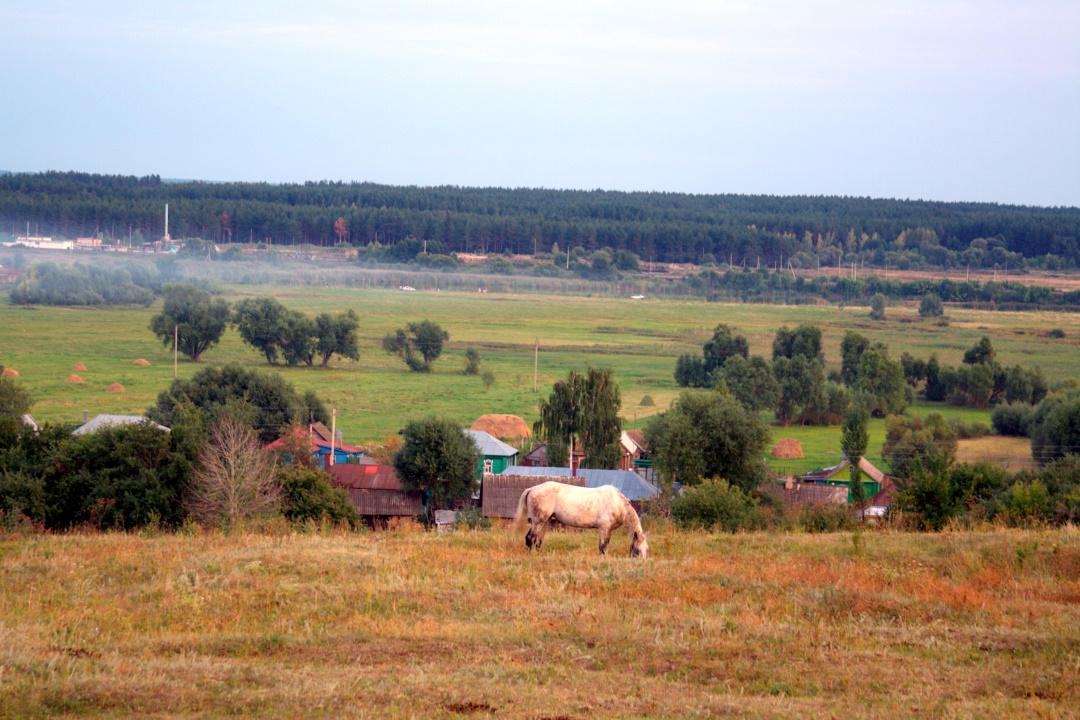
Кирсановский район. Село Шиновка - вид с севера. 2009г.

С севера село прикрывает большой холм с редкими деревьями. С юга лежит периодически подтапливаемая низменность и озеро Шинино, примыкающее к железной дороге. Озеро было богато рыбой и водоплавающей дичью, привлекало немало рыболовов и охотников. После строительства в 1950-1960-х годах около Шиновки перерабатывающих пищевых фабрик и химических складов удобрений водная экология ухудшилась. Однако сейчас ситуация улучшилась — есть рыба, прилетают утки, лебеди, цапли.
Озеро Шинино соединяется протокой с озером Прорва и далее с рекой Калаис, где есть сосновый бор и места для отдыха.

## Предприятия
1. «Кирсановмясо», производство мясных, колбасных изделий (3 Район улица, д.51).

## Известные граждане села Шиновка
Сухоручкин П.Н. — гвардии-майор, Герой Советского Союза, участник Великой Отечественной войны. Архивная копия от 19 апреля 2018 на Wayback Machine